# Klara Lundquist
Klara Lundquist (Stoccolma, 28 agosto 1999) è una cestista svedese.

## Carriera
Con la Svezia ha disputato due edizioni dei Campionati europei (2019, 2021).